# Grigor II. Mamikonjan
Grigor II. Mamikonjan (armenisch Գրիգոր Բ Մամիկոնյան Grigor B Mamikonjan; † 748) war ein armenischer Nacharar aus der Familie der Mamikonjan, einer wichtigen Adelsfamilie. Er war von 745 bis 746 als Ischchan Ischchanaz′ an der Macht, und dann nochmals 748.

## Leben
Als 732 der Kalif Hischām ibn ʿAbd al-Malik Aschot III. Bagratuni zum Ishkan Ishkanasts’ ernannte, weigerten sich die Brüder Davith und Grigor Mamikonjan diese Ernennung anzuerkennen und begannen eine Revolte. Sie wurden vom arabischen Gouverneur Marwan II. jedoch besiegt, verhaftet und exiliert in den Jemen.
744, kurz nach dem Tod des Kalifen Hischam, entspann sich ein Bürgerkrieg im arabischen Reich und Davith und Grigor Mamikonjan konnten daraus Gewinn ziehen und entkommen. Sie kehrten nach Armenien zurück. Solange Marwan abwesend war, bekämpften sie Aschot und zwangen ihn zur Flucht. Der nächste Gouverneur, Ischak ibn-Moslim, ernannte Grigor Mamikonjan sogar zum Ischchan von Armenien.
746, als der neue Kalif, Marwān II ibn-Mohammed, die Macht fest in der Hand hielt, wollte er Aschot Bagratuni entschädigen, weil dieser ihn während des Krieges unterstützt hatte. Er übertrug es seinen Heerführern Davith Mamikonjan zu ergreifen. Er ließ ihm die Hände abschneiden und ihn erwürgen und setzte Aschot als Fürst in Armenien ein. Grigor Mamikonjan wurde gezwungen, sich mit Aschot zu versöhnen.
748 begann der Krieg erneut, dieses Mal zwischen Marwān II., dem letzten Kalifen der Umayyaden, und den Abbasiden. Grigor Mamikonjan entschied, seinen Bruder zu rächen, er überrumpelte Aschot Bagratuni, nahm ihn gefangen und ließ ihn blenden. Er rief sich selbst zum Fürst von Armenien aus, starb aber bald darauf an einer Krankheit, woraufhin er seinen Titel an seinen Bruder Muschegh S Mamikonjan (Մուշեղ Զ Մամիկոնյան, Moušeł VI Mamikonjan) vererbte.

## Familie
Grigor war der Sohn von Hrahat Mamikonjan, einem Fürsten, der wiederum entweder, laut Christian Settipani, der Sohn von Muschegh V. (Մուշեղ Դ Մամիկոնյան, Moušeł V), oder Bruder des Muschegh IV. (Moušeł IV) war, laut Cyrille Toumanoff.
Möglicherweise war Šoušan Mamikonjan seine Schwester, die mit Artavazd Kamsarakan verheiratet wurde.